# Sam Oldham
Sam Joshua Oldham (17 febbraio 1993) è un ginnasta britannico.

## Palmarès
- Giochi olimpici

Londra 2012: bronzo nel concorso a squadre.
- Europei

Mosca 2013: argento nella sbarra.
Sofia 2014: argento nel concorso a squadre, argento nella sbarra.
Montpellier 2015: argento nella sbarra.
- Giochi olimpici giovanili

Singapore 2010: oro nella sbarra, argento nel cavallo con maniglie.
- Giochi del Commonwealth

Glasgow 2014: oro nel concorso a squadre.